# Morti sospette
Morti sospette (Un papillon sur l'épaule) è un film del 1978 diretto da Jacques Deray.

## Trama
Roland Feriaud è un marittimo fermo per alcuni giorni a Barcellona. In attesa della moglie Nicole, con la quale dovrà trascorrere una breve vacanza, si reca in albergo, ma non appena entra nella camera assegnatagli, sente dei gemiti attraverso la parete. Incuriosito, entra nella stanza attigua e subito vede un cadavere. Roland non fa in tempo a rendersi conto di quanto stia accadendo, che viene stordito con un colpo alla testa. Risvegliatosi in una clinica, viene interrogato da un medico che lo incalza con domande su una misteriosa valigetta che, a suo dire, avrebbe dovuto avere con sé. Da quel momento Roland vivrà un incubo angoscioso, senza elementi per potersi raccapezzare e soprattutto uscire da un ingranaggio oscuro che lo ha inglobato.